# Саксония-Ваймар
Херцогството Саксония-Ваймар (на немски: Herzogtum Sachsen-Weimar) е територия на Свещената Римска империя в днешна Тюрингия и е управлявано от ернестинските Ветини през 1572 – 1741 г. Главният град е Ваймар.

## Създаване
Херцогството се създава при Ерфуртската подялба през 1572 г., през 1741 влиза в херцогство Саксония-Ваймар-Айзенах, което от 1815 г. е Велико херцогство.